# Guttenberg, New Jersey
Guttenberg är en liten och tätbefolkad kommun (town) i Hudson County, New Jersey, belägen i den centrala delen av New Yorks storstadsregion på västra sidan av Hudsonfloden. Befolkningen uppgick till 11 176 invånare vid 2010 års folkräkning.

## Geografi
Guttenberg ligger vid klippbranten New Jersey Palisades på västra sidan av Hudsonfloden. Kommunen består av ett tätbebyggt område på endast fyra gånger tio kvarter, med en yta på 0,628 kvadratkilometer, varav 0,507 är land. 
Kommunen ingår i det område i norra Hudson County som kallas North Hudson. Guttenberg gränsar i norr och väster till North Bergen, i söder till West New York och i öster över Hudsonfloden till Manhattan och staden New York.

## Historia
Guttenberg ligger på mark som vid mitten av 1800-talet tillhörde William Coopers bondgård och tillhörde då administrativt North Bergens kommun. 1853 såldes marken till en grupp investerare från New York, Weehawken Land and Ferry Association, som bebyggde området och bedrev färjetrafik över Hudsonfloden för att knyta samman de nya förorterna med New York. I likhet med invånarna i närbelägna Union Hill (nuvarande Union City, New Jersey) var de flesta nyinflyttande tyska immigranter. Orten fick visst kommunalt självstyre 1859 och döptes då till Guttenberg efter Johannes Gutenberg, boktryckarkonstens uppfinnare. 1878 fick Guttenberg status som självständig kommun (town), efter att dessförinnan 1861–1878 varit del av Union Township (idag West New York, New Jersey).
På 1970-talet uppfördes det 126 meter höga skyskrapekomplexet Galaxy Towers med sina tre karakteristiska åttkantiga torn vid Hudsonfloden. Galaxy Towers omvandlades 1980 till bostadsrätter och inhyser idag 1 075 lägenheter och omkring en femtedel av hela kommunens invånare.